# Heterachthes leucoacnus
Heterachthes leucoacnus är en skalbaggsart som beskrevs av Martins 1970. Heterachthes leucoacnus ingår i släktet Heterachthes och familjen långhorningar. Inga underarter finns listade i Catalogue of Life.